# USS Cyrene (1944)
De USS Cyrene (AGP-13) was een tender van de Amerikaanse marine voor motortorpedoboten.

## Inleiding
Het schip werd gebouwd in opdracht van de United States Maritime Commission. Het was een type C1-schip, versie C1-A, en de bouwopdracht werd gegund aan Pusey and Jones Corporation, gevestigd in Wilmington in de staat Delaware. Het schip werd op 8 februari 1944 tewatergelaten onder de naam SS Cape Farewell. 
Ondertussen werd medio 1943 de noodzaak gevoeld meer en grotere motortorpedoboot tenders in de vaart te nemen. Dit was een direct gevolg van het besluit van de Amerikaanse marine om het aantal motortorpedoboten, of PT boten, uit te breiden. Twee C1-schepen, SS Cape Carthage en SS Cape Farewell, werden vrijgemaakt en omgebouwd tot tenders. De ombouw gebeurde bij Maryland Dry Dock in Baltimore in de staat Maryland. Na de ombouw kregen de tenders nieuwe namen. De USS Acontius, gelijk ook de naamgever voor deze scheepsklasse, werd op 23 juni 1944 in dienst genomen en de USS Cyrene volgde op 27 september 1944. 
De tenders waren geschikt om een vloot van 24 motortorpedoboten te ondersteunen. Er was aan boord ruimte voor 53 officieren, 45 onderofficieren en 440 overige bemanningsleden. De schepen hadden kranen met een capaciteit van 50 ton, voldoende om een motortorpedoboot op het dek te hijsen. Op het dek was er ruimte voor twee PT boten. Verder waren er magazijnen, reparatieruimten en brandstofopslagtanks aan boord. De schepen waren ongeveer driemaal groter dan de motortorpedoboot tenders die de Amerikaanse marine reeds in gebruik had. In 1946 werden beide schepen toegevoegd aan de reservevloot.

## In gebruik
Op 10 november 1944 vertrok de USS Cyrene de haven van Norfolk. Na ruim een maand varen kwam het schip op 13 december 1944 in Manus voor de kust van Papoea-Nieuw-Guinea aan. Hier kreeg het schip twee squadrons van motortorpedoboten om deze te begeleiden naar Hollandia. Vandaar zette zij koers naar Leyte en arriveerde daar op 1 januari 1945.
De PT boten werden ook ingezet in de strijd tegen de Japanners op de Filipijnen. In 1944 waren de eerste boten gearriveerd, maar er was een groot gebrek aan een goede infrastructuur om deze schepen in de vaart te houden. In de San Pedro baai, vlak bij Tacloban in de Golf van Leyte was een tijdelijke PT-basis ingericht. De situatie verbeterde aanzienlijk met de aankomt van de USS Cyrene op 1 januari 1944. Op 17 januari 1945 werd het benoemd tot vlaggenschip voor de commandant van de Motor Torpedo Boat Squadrons van de 7e vloot. De basis groeide uit tot een van de grootste in Zuidoost Azië. Medio 1945 telde de basis, onder andere, 11 tenders, inclusief de USS Cyrene, 212 PT boten en er werkten meer dan 10.000 man.
Na de oorlog zette het schip koers naar de haven van San Francisco. Na haar aankomt op 7 januari 1946 werd het schip van alle militaire zaken ontdaan, gerepareerd en op 2 juli aan de War Shipping Administration overgedragen ter afstoting.
Het werd opgenomen in de reserve- of mottenballenvloot en opgelegd in Suisun Bay bij San Francisco. Op 17 november 1976 werd het schip verkocht en drie weken later bij de werf van American Ship Dismantlers afgemeerd om te worden gesloopt.

## Naslagwerken
- (en)  Motor Torpedo Boat Tender (AGP). Geraadpleegd op 23 juli 2012